# Kate Bracken
Kate Bracken (* 12. Juni 1990 in Schottland) ist eine schottische Schauspielerin.

## Leben
Kate Bracken wurde im Juni 1990 geboren und wuchs in Fort William auf. Sie besuchte die Schauspielschule Motherwell College, die sie 2011 erfolgreich abschloss. Ihre erste Fernsehrolle bekam sie in der Fernsehserie George Gently – Der Unbestechliche. Sie spielte die Hazel Holdaway in der Episode Gently Upside Down. Darauf folgte ein Auftritt in der Fernsehserie New Tricks – Die Krimispezialisten. Dort spielte sie Mia Adler in der Episode Blue Flower. Als Bracken 2011 nach London zog, hatte sie ein Vorsprechen für die britische Fernsehserie Being Human. Sie wurde für die Rolle der Alex gecastet. Diese hat in der vierten Staffel ihren ersten Auftritt. Ihre Rolle in der Serie war zunächst als nur eine Nebenrolle geplant, wurde aber mit dem Beginn der fünften Staffel zu einer Hauptrolle ausgebaut.
Durch die Darstellung der Alex Millar in Being Human wurde Kate Bracken auch international bekannt. Es folgten ein Auftritt als Shirelle in dem Fernsehfilm Rubenesque sowie mehrere Auftritte als das schüchterne schottische Mädchen Karen in der britischen Fernsehserie Misfits. 

## Synchronisation
In Deutschland verliehen Luisa Wietzorek in George Gently – Der Unbestechliche und Josefin Hagen in Misfits Kate Bracken die Stimme.

## Filmografie
- 2011: George Gently – Der Unbestechliche (Inspector George Gently Fernsehserie, Episode 4x01)
- 2012: New Tricks – Die Krimispezialisten (New Tricks, Fernsehserie, Episode 9x08)
- 2012–2013: Being Human (Fernsehserie, 9 Episoden)
- 2013: Rubenesque
- 2013: Misfits (Fernsehserie, Episoden 5x06–5x08)
- 2014: Inspector Banks (DCI Banks; Fernsehserie, Episoden 4x05–4x06)
- 2014: Edit (Kurzfilm)
- 2014: Holby City (Fernsehserie, 1 Folge)
- 2014: How Do I Get Up There? (Fernsehfilm)
- 2015, 2017: Doctors (Fernsehserie, 2 Folgen)
- 2016: Reg (Fernsehfilm)
- 2016: Moon Dogs
- 2016: Hot Property
- 2016: One of Us (Miniserie, 4 Folgen)
- 2018: Calibre – Weidmannsunheil (Calibre)
- 2020: Trigonometry (Miniserie, 3 Folgen)
- 2020: Killing Eve (Fernsehserie, 2 Folgen)
- 2020: Soulmates (Fernsehserie, 1 Folge)
- 2021: Whitstable Pearl (Fernsehserie, 1 Folge)
- 2021: Mord auf Shetland (Shetland, Fernsehserie, 3 Episoden)